# 代表董事
代表董事（日语：／ Daihyō torishimariyaku */?；韩语：／ Daepyo isa */?）是指日本和韓國的股份有限公司（株式會社）制度中，具有代表、治理雙重職能的特定董事。

## 由來
1899年（明治32年）制定《商法》時，僅明訂董事各自代表公司，實際很多股东大会上當選的董事在他們之中協議選任社長出來，於是1911年（明治44年）修法強化董事和公司間的委任關係，得依章程或股東大會決議從董事中指定代表公司，即認可代表董事產生。二戰日本投降後，1950年（昭和25年）駐日盟軍總司令部（GHQ）主導下修法廢止各自代表制，引進英美董事會組織及代表董事一職入法，並隨2005年（平成17年）抽離的《會社法》規範之。社長本應公司負責人，但在普遍提拔心腹當董事的積習下，而有社長位居高層或被架空，由特定董事對外代表公司負起經營責任的情形。

## 影響
大韓民國曾有日治時期緣故，沿用日式公司組織結構，同樣《商法》（상법）亦明訂「代表理事」（대표이사）一職。中華民國《公司法》也參酌日本《商法》，例如在1929年制定之初縱使引進英美經理人設計，卻規定選任特定董事代表公司，1946年全文修訂仍規定董事長、一人或數人常務董事代表公司，若去除經理人相關條文，就會變成不折不扣的代表董事制度；後來修法改以董事長對外代表公司迄今。

## 共同代表董事
日韓《商法》規定可由數名董事共同代表公司，目的防止代表權濫用而採相互牽制方法，但異於複數代表董事場合，不能混為一談；共同代表董事登記、發揮機會相較不多，須經合意才可對外代表公司執行業務，不光缺乏機動性亦引發不少糾紛，因此還出現類推適用「表見代表董事」來保護交易安全的判例，實務上其存在必要性值得商榷。日本另立《會社法》時予以廢止，避免交易過程中橫生枝節。

## 表見代表董事
在日韓制度下代表董事不一定是社長也不限一人，取決於公司治理方針。如有非代表董事或指定代表的正副會（社）長、其他董事代表公司，外人不察導致發生「表見代表」狀況，公司應對善意第三人負起該行為責任。

### 引用
1. ↑  戴銘昇.  (PDF). 集保雙月刊 (臺灣集中保管結算所). 2015-10-15, 222: 8–28  [2017-01-05]. （原始内容 (PDF)存档于2017-01-05）.
2. ↑  小林俊明. .  (). 2008-12, 104: 1–38  [2017-01-05]. ISSN 1881-8927. （原始内容 (PDF)存档于2017-06-20） （日语）.
3. ↑  《會社法》制定前《商法》版本。
4. 1 2  大塚英明. . 公司法评论 (人民法院出版社). 2005-09, 2 (2). ISBN 978-7-80217-122-0. （原始内容存档于2020-10-04） –中国法学网.
5. ↑  . . . 1999. （原始内容存档于2017-01-16） （韩语）.
6. ↑  第一百四十五條 公司得依章程或股東會之決議，特定董事中之一人或數人代表公司。（民18年《公司法》）
7. ↑  第一百九十三條 公司得依章程由董事互推一人為董事長，一人或數人為常務董事，代表公司。（民35年《公司法》）
8. ↑   (新闻稿). . 2003-10-29. （原始内容存档于2020-10-04） （日语）.
9. ↑  . . （原始内容存档于2017-09-25） （日语）.
10. ↑  . . 2018-06-22. （原始内容存档于2020-08-07） （日语）.
11. 1 2  林淳宏.  (PDF). 德明學報 (德明財經科技大學). 2016-06, 40 (1): 1–16  [2017-01-05]. （原始内容存档 (PDF)于2017-01-04）.

### 官方
日本
- Japanese Law Translation - Companies Act（页面存档备份，存于）

韓國
- 商法 - MOLEG（页面存档备份，存于）
- Commercial Act - MOLEG（页面存档备份，存于）